# 岡部耕大
岡部 耕大（おかべ こうだい、1945年〈昭和20年〉4月8日 - 2023年〈令和5年〉8月25日）は、日本の劇作家。日本ペンクラブ会員。日本劇作家協会顧問。
長崎県松浦市出身。佐賀県立伊万里高等学校卒業、東海大学文学部広報学科中退。

## 来歴
- 1970年（昭和45年）、劇団「空間演技」を旗揚げ[1]。主宰者だけでなく、劇作家・演出家で第一線として活躍した。
- 1979年（昭和54年）に「肥前松浦兄妹心中」で第23回岸田戯曲賞を[1][2]、1988年（昭和63年）に「亜也子 ― 母の桜は散らない桜」の戯曲で紀伊国屋演劇賞個人賞を受賞した[1][3]。
- 劇作家だけでなく今村昌平の監督作品「女衒」など、映画･テレビドラマの脚本家として幅広い作品を手掛けた。
- 2023年（令和5年）8月25日、肺炎による敗血症性ショックのため死去[1]。78歳没。